# 2 gennaio
Il 2 gennaio è il 2º giorno del calendario gregoriano. Mancano 363 giorni alla fine dell'anno (364 negli anni bisestili).
È uno dei 3 giorni in cui la Terra si può trovare più vicina al Sole (perielio).

## Eventi
- 40 - Apparizione di Maria (prima dell'Assunzione) a San Giacomo presso il Pilar di Saragozza.
- 366 - Gli Alemanni attraversano il Reno gelato e invadono l'Impero romano.
- 533 - Mercurio viene eletto papa col nome di Giovanni II. È il primo papa a cambiare nome con l'elezione al soglio.
- 1492 - Reconquista: Granada, l'ultima roccaforte moresca in Spagna, si arrende.
- 1493 - Cristoforo Colombo riprende la rotta verso l'Europa.
- 1547 - Congiura dei Fieschi contro Andrea Doria, fallita per un incidente al giovane capo dei Fieschi, Gian Luigi.
- 1729 - Nasce l'astronomo prussiano Johann Daniel Titius, che nel 1766 annuncia la relazione empirica sulla distanza dei pianeti dal Sole, nota oggi come Legge di Titius-Bode, la quale è una semplice equazione che spiega numericamente le distanze dei pianeti dal Sole.
- 1757 - Il Regno Unito conquista Calcutta (India).
- 1777 - Nella battaglia dell'Assunpink Creek, George Washington respinge un assalto dell'esercito britannico, nei pressi di Trenton (New Jersey).
- 1788 - La Georgia diventa il quarto Stato a ratificare la Costituzione degli Stati Uniti d'America.
- 1791 - Con l'uccisione di undici civili nel Massacro di Big Bottom inizia in Ohio la guerra indiana del Nord-Ovest.
- 1793 - Russia, Prussia e Austria si spartiscono anche l'ultima parte della Polonia.
- 1839 - Prima foto della Luna scattata da Louis Daguerre.
- 1843 - A Dresda viene rappresentata la prima de L'olandese volante di Richard Wagner
- 1860 - L'astronomo francese Urbain Le Verrier espone all'Accademia francese delle scienze la teoria dell'esistenza del pianeta Vulcano.
- 1871 - Amedeo I diventa re di Spagna.
- 1872 - Brigham Young viene arrestato per poligamia (25 mogli).
- 1882 - John D. Rockefeller unisce tutte le sue compagnie petrolifere nella Standard Oil.
- 1890 - Alice Sanger diventa il primo funzionario donna della Casa Bianca.
- 1900 - John Hay annuncia la politica della porta aperta per promuovere i commerci con la Cina.
- 1905
  - Guerra russo-giapponese: la flotta russa si arrende a Lüshunkou, in Cina.
  - Scoperto dall'astronomo Charles Dillon Perrine il satellite gioviano Elara.
- 1929 - Canada e Stati Uniti concordano su un piano per preservare le Cascate del Niagara.
- 1935 - Inizia il processo a Bruno Hauptmann per l'omicidio ed il rapimento del figlio di Charles Lindbergh.
- 1941 - Inizia la battaglia di Bardia
- 1942
  - Seconda guerra mondiale: Manila viene catturata dalle truppe giapponesi.
  - L'FBI smaschera una organizzazione spionistica al servizio della Germania, capitanata da Fritz Joubert Duquesne.
- 1945 - Seconda guerra mondiale: gli Alleati scatenano un'offensiva nelle Ardenne, piegando la resistenza tedesca.
- 1949 - Luis Muñoz Marín diventa il primo governatore di Porto Rico eletto democraticamente.
- 1955 - Il presidente panamense José Antonio Remón Cantera viene assassinato.
- 1957 - Si fondono le borse di San Francisco e Los Angeles.
- 1959
  - Che Guevara viene nominato comandante della prigione de La Cabaña.
  - Viene lanciata la sonda sovietica Luna 1, la prima ad abbandonare l'orbita terrestre.
- 1963 - I Viet Cong vincono la battaglia di Ap Bac
- 1968 - Il dottor Christiaan Barnard esegue il secondo trapianto di cuore coronato da successo.
- 1971 - 66 persone muoiono nella ressa a Glasgow (Scozia), durante l'incontro di calcio tra Rangers e Celtic (Disastro dell'Ibrox).
- 1978 - Luigi Corsini scopre in località Santu Sideru, al confine tra Maglie e Melpignano, il dolmen Specchia.
- 1974
  - Richard Nixon firma una legge che abbassa la velocità massima negli USA a 55 miglia orarie, allo scopo di risparmiare carburante durante l'embargo dell'OPEC.
  - Spagna: Carlos Arias Navarro diventa primo ministro al posto dell'ucciso Luis Carrero Blanco.
- 1979
  - Sid Vicious viene processato per l'omicidio di Nancy Spungen.
  - La Namibia ottiene l'indipendenza.
- 1988 - Canada e Stati Uniti firmano il Canada-USA Free Trade Agreement.
- 1991 - Sharon Pratt Dixon giura come sindaco di Washington, divenendo la prima donna afro-americana a guidare una città di tale dimensione e importanza.
- 1993 - I capi delle tre fazioni in guerra in Bosnia si incontrano per discutere i piani di pace.
- 1998 - Il governo russo mette in circolazione i nuovi rubli per frenare l'inflazione e aumentare la fiducia.
- 2001 - Tutta la parte settentrionale dell'India resta senza corrente a causa di un guasto a un'importante centrale elettrica del Paese.
- 2004 - La sonda Stardust raggiunse la cometa periodica 81P (Wild 2), verso la quale era stata lanciata il 6 gennaio 1999. Attraversando la nube di polvere rilasciata dalla cometa, la sonda ne ha intrappolato alcune particelle in uno speciale aerogel.
- 2005
  - La Terra è al perielio, la minima distanza dal Sole (149,1 milioni di km, corrispondenti a 0,983 UA).
  - Alle ore 02:16 il Sole inizia la rotazione Carrington nº 2025.
- 2007 - Avviene la fusione tra Banca Intesa e Sanpaolo IMI in Intesa Sanpaolo.

## Nati
Ci sono circa 1 310 voci su persone nate il 2 gennaio; vedi la pagina Nati il 2 gennaio per un elenco descrittivo o la categoria Nati il 2 gennaio per un indice alfabetico.

## Morti
Ci sono circa 530 voci su persone morte il 2 gennaio; vedi la pagina Morti il 2 gennaio per un elenco descrittivo o la categoria Morti il 2 gennaio per un indice alfabetico.

## Feste e ricorrenze

### Religiose
Cristianesimo:
- San Basilio Magno, vescovo e dottore della Chiesa
- San Gregorio Nazianzeno, vescovo e dottore della chiesa
- Sant'Adelardo di Corbie, abate
- Sant'Airaldo di Saint-Jean-de-Maurienne, monaco e vescovo
- Santi Argeo, Narciso e Marcellino, martiri
- San Blidulfo (Bladulfo), monaco a Bobbio
- San Defendente di Tebe, martire
- San Giovanni il Buono, vescovo
- San Macario d'Alessandria, monaco
- San Mainchin di Limerick, vescovo
- San Silvestro di Troina, abate
- San Telesforo, papa e martire
- San Teodoro di Marsiglia, vescovo
- San Vincenziano, eremita
- Beato Guglielmo de Loarte, mercedario
- Beato Guillaume Repin, sacerdote e martire
- Beato Lorenzo Batard, martire
- Beato Marcolino Amanni da Forlì, domenicano
- Beata Marie-Anne Sureau Blondin, fondatrice delle Suore di Sant'Anna di Lachine
- Beata Stefana Quinzani, domenicana

Religione romana antica e moderna:
- Compitalia, primo giorno